# Raymond Bonney
Raymond Leroy "Ray" Bonney, född 5 april 1892 i Phoenix, New York, var en amerikansk ishockeymålvakt. Han blev olympisk silvermedaljör i Antwerpen 1920.

## Meriter
- OS-silver 1920